# 와카바야시 다다시
와카바야시 다다시(일본어: 若林 忠志, 1908년 3월 1일 ~ 1965년 3월 5일)는 미국 하와이주 출신으로 일본의 전 프로 야구 선수이자 야구 지도자이다.
하와이 이민의 일본계 2세이며 미국에서의 이름은 다다시 헨리 와카바아시(Tadashi Henry Wakabayashi)이다. 재즈 뮤지션인 쓰카미 겐타는 그의 손자이다.

## 인물
1908년 3월 1일 하와이주 오아후섬 와히아와에서 아홉 남매 중 다섯째, 삼남으로 태어났다. 아버지 대에 히로시마현 아시나 군 도데 촌(현재의 후쿠야마시)에서 하와이로 이민을 갔으며 부모 모두 히로시마 현 아시나 군 태생의 일본인이다. 부모가 일본을 주요 거래 상대로 삼는 잡화 무역상을 영위하면서 파인애플 통조림 회사를 경영하는 등 사업이 성공해 유복한 가정에서 자랐다.
국적은 미국과 일본의 이중 국적을 보유하고 있었으나 1928년에 일본 국적을 일단 포기했다. 이후 일본계 외국인에게 퇴거 명령이 내려진 1941년에 일본 국적을 회복해 미국 국적을 포기하게 되었다. 당시 애칭은 보조(BOZO)로 절에 맡겨져 있던 삭발 시대의 지주에서 유래했다는 이야기도 있고, 나이에 비해 늙어보였던 와카바야시의 외관에서 '코 밑의 수염'을 뜻하는 스페인어 'bozo'에서 유래했다는 이야기도 있다. 원래는 포수였으나 맥킨리 고등학교 1학년 시절에 다나카 요시오와 대적해 다나카로부터 투수 전향을 권유받고 상단에서 내리꽂는 강속구를 무기로 하는 에이스로 변신했다.

### 아마추어 시대
1927년 고등학교 학생의 신분으로 실업 팀에 선발되어 친선 경기를 위해 일본을 방문했다. 당시 일본에는 아직 프로 야구가 존재하지 않았기 때문에 도쿄 6대학 야구 연맹이 상대를 맡았다. 와카바야시의 존재는 금방 화제가 되어 도쿄 6대학 중 호세이 대학에서 열렬한 구애를 보냈다. 와카바야시 자신도 부모의 모국인 일본에 대해 경애의 마음을 품고 있어 호세이 입학이 결정된 듯 보였다. 하지만 대학에 입학하려면 절차상 일본의 구제 중학교를 필수적으로 졸업해야 했기 때문에 동년 7월 고등학교 졸업을 기다리며 다시 일본을 방문했고 9월 요코하마시의 구제 혼모쿠 중학교(현재의 요코하마 고등학교)에 4학년으로 편입학하게 되었다. 와카바야시에게는 AAA의 샌프란시스코 실스에서도 권유도 있었다. 1929년 3월에 졸업해 같은 해 4월 호세이 대학 예과에 입학했다. 당시 도쿄 6대학 리그는 소케이의 2강 체제였고 이 둘에 비해 호세이는 약팀에 속했다. 와카바야시의 오른팔에 모든 것이 걸려있었지만 1년째에는 하와이와 일본 야구의 차이에 당황해 좋은 성적을 낼 수 없었다. 1930년부터 서서히 적응하기 시작해 추계 리그에서는 호세이의 염원의 첫 우승을 에이스로써 장식했다.
3학년 시절인 1931년 가을, 어깨와 팔꿈치를 다쳐 사이드스로로 전향을 강요받았다. 그 결과 강속구를 잃고 변화구와 코너 워크의 습득에 주력하게 되었다. 1932년 4월 본과 경제학부에 진학해 추계 리그에서 2번째 우승을 차지했다. 1933년 1월 15일 부인을 만나 학생 결혼하게 되었다. 1934년 연중 1시즌 15경기를 치르는 것으로 경기 형식이 변경되었고 호세이는 주력 선수들이 대부분 졸업하며 전력이 크게 저하되었다. 하지만 와카바야시가 15경기 전 경기에 등판해 11승 3패 1무의 개인 성적이 곧 팀 성적이 되는 전무후무한 일을 보이며 3번째 우승을 차지했다. 리그 통산 최다인 87경기에 등판해 43승(역대 4위, 리그 첫 40승 고지 돌파) 28패를 기록했고 이외에도 가쿠사다마(隠し球)를 프로 야구에서 최초로 선보였던 가리타 히사노리에게 이것을 가르친 것이 대학 시절의 와카바야시였다고 한다. 1935년 3월 호세이를 졸업해 4월 지인의 소개로 닛폰 콜롬비아에 합류해 사업가로 일하면서 회사의 실업 팀인 '가와사키 콜롬비아'에도 참가해 야구를 계속 이어왔다. 월급은 당시 주요 기업들의 중역의 것과 맞먹는 5백 엔으로 파격적인 금액이었다.
1935년 7월 16일 도쿄 자이언츠가 미국 원정에서 귀국해 한신 전기 철도를 비롯한 각 기업이 직업 야구 구단을 설립했고 와카바야시에게는 자이언츠, 한큐군, 오사카 타이거스가 영입을 위해 방문했다. 와카바야시는 당시 일본에 없었던 개념인 '계약금'으로 1억 엔을 요구했다. 8월에 개최된 제9회 도시 대항 야구 대회에서 결승전에 진출해 도쿄 클럽에게 패배했으나 대회 최우수 선수에 선정되었다. 1936년 1월 9일 한신이 이에 따라 계약을 정리하여 와카바야시는 본 계약서 사인을 가지고 타이거스에 입단했다. 와카바야시는 처가도 부유한 집안이었고, 전술했듯이 하와이의 친가도 사업에 성공했기 때문에 아버지로부터 "야구를 하지 않아도 먹고 살 수 있게 해줄 수 있다. 하와이로 돌아와라"며 재촉을 받았다. 하지만 "사람의 원조는 또 받고 싶지 않다. 미국 야구 선수는 훌륭한 사회인으로 성공하고 있다. 일본도 반드시 프로 선수로서 해 나갈 것"이라고 확신하고 타이거스 입단을 결심했다. 프로 야구는 처음에는 가시밭길이었으나 와카바야시는 향후 가장 유망한 사업이 될 것이라고 예측했다. 타이거스는 1936년의 등번호를 이로하 순으로 정했으나 와카바야시는 이 순서와는 달리 18번을 달았다. 본래 4번을 달기로 했으나 4는 재수가 좋지 않다고 하여 빈 번호 중 가장 앞 번호인 18번을 달게 된 것이다. 와카바야시가 18번을 달고 에이스로 맹활약한 것으로 인해 "에이스의 등번호는 18번"이라는 이야기가 생겨나게 되었다.

한편, 1942년부터 당시 감독이 달았던 30번으로 변경했으며(44년에는 등번호 폐지) 프로야구가 재개된 1946년 18번을 착용했지만 다음 해 30번으로 변경했는데 이 등번호는 한때 쓰루오카 가즈토 미즈하라 시게루 우에다 도시하루 등 감독들의 등번호였으나 70년대 무렵 에가와 스구루 등 에이스급 투수들의 착용이 보이기 시작했다.

### 프로 시대
타이거스 입단 당시에 이미 28세로 젊은 나이는 아니었지만 투수 수명이 매우 길었고 45세까지 현역에서 활동하며 1리그 시대 기교파의 대표적인 투수로 자리잡았다. '칠색의 변화구'(직구, 커브, 슈트, 슬라이더, 싱커, 드롭, 너클)라고 하며 너클을 처음 던진 투수로 알려져 있다. 하지만 평소에는 그렇게 많은 구종을 던지지 않고 대부분 직구와 커브를 무기로 제구력과 완급을 이용해서 타자들을 현혹시켰다. 컨트롤이 뛰어나 일부러 코스를 3개 빼내어 3볼로 타자의 타격 신경을 제거한 후 맞춰 잡는 방식을 추구했다. 1년차인 1936년 10승, 2년차에는 17승을 거두었다. 나름의 성과를 내고 있었지만 당시에는 그보다 젊은 투수인 니시무라 유키오와 미소노오 다카오가 활약하고 있었다. 추계 시즌에 어깨 통증이 악화되어 3년차 춘계 시즌에는 전선을 이탈해 치료에 전념했고 추계 시즌 막판에 복귀했다.
4년차인 1939년에는 전성기에 들어 개인 최다인 28승과 승률 및 방어율 타이틀을 획득했다. 이후 단일 시즌 20승 이상을 6차례 기록하며(선발 20승 이상 - 1943년 23, 1944년 20, 1947년 25) 빅토르 스타루힌, 노구치 지로와 함께 전쟁 중과 전후 부흥기의 일본을 대표하는 투수로 활약을 계속했다. 1942년부터는 선수 겸임 감독으로 취임했다.
1944년 전쟁 이전 최후의 시즌에는 35경기 밖에 되지 않았으나 그중 31경기에 등판해 한신을 우승으로 이끌었고 다승·승률·방어율의 3개 부문에서 1위를 독식했고 MVP를 수상했다. 이 해 한신의 팀 승리인 27승 중 80% 이상을 차지하는 22승을 거두었는데, 이는 2위였던 요미우리의 팀 승리인 19승보다 많은 수치였다. 36세로 개막을 맞이한 선수 중 최다승 타이틀 획득은 2005년의 시모야나기 쓰요시(한신)의 타이 기록과 함께 역대 최고령 기록이다. 또한 14경기 연속 등판 일본 기록도 남아있다.
종전 후 부인의 고향인 미야기현 이시노마키시에서 수산 회사의 사장을 역임했다. 프로 야구 재개로 복귀를 요청받았으나 나이도 40에 가까워지고 회사도 영업 궤도에 올랐기 때문에 당초에는 요청을 거절했다. 그러나 전시에 몇 번이나 소집되었던 후지무라 후미오가 몸상태를 망가뜨리면서도 감독 겸 에이스로 활동했다는 이야기를 듣고 감동을 받아 복귀를 결정했다고 한다. 1947년에 감독 겸 선수로 복귀, 11월 3일 주니치 드래곤스 전(고라쿠엔 구장) 연장 10회 말 1사에 구원 등판하여 11회 초 한신이 역전을 하며 승리 투수가 되어 스타루힌에 이어 2번째로 200승 투수가 되었다. 이 시즌에 26승을 올려 우승에 기여했고 두 번째 MVP 수상의 영에를 얻었다. 39세에 거둔 20승 이상의 기록은 최고령 기록이다.
1948년 3월 와카바야시는 자신이 감수하고 발행인이 되어 오사카에서 잡지 '볼프렌드'를 창간했고 아이들을 위해 '소년 볼프렌드'를 발행했다. 같은 해 '타이거스 어린이회'를 개인적으로 시작하여 소년 야구의 발전과 나아가 한신 팬의 개척에 힘썼다.
1949년 41세의 나이로 15승을 기록해 이 해까지 한신에 13년간 재적하며 501경기에 등판해 233승을 올렸다. 이 숫자는 현재까지 한신 투수로 최다승 기록이다. 1940년에서 1941년까지 조감독, 1942년부터 1944년과 1947년부터 1949년까지 감독을 맡았다.
1950년 2리그 분열에 따라 퍼시픽 리그의 마이니치 오리온스로 이적했다. 그는 이전부터 양대 리그 주의자였으며 1949년부터 시작된 프로 야구 재편 문제에 있어서는 한신과 마이니치를 중심으로 하는 새로운 리그 설립을 적극적으로 지지했으나, 한신이 마지막에 요미우리와 같은 리그에 소속하는 것으로 선회했기 때문에 프런트와 대립이 심화된 것의 결과로 나타난 것이다. 벳토 가오루, 도이가키 다케시, 고 쇼세이도 와카바야시와 행동을 함께해 한신의 전력 약화를 초래했기 때문에 한신 측에서 배신자 취급을 받아 오랫동안 그 이미지가 남아있게 되었다. 하지만 그의 측면에서 보면 양대 리그의 확립에 기여하고 싶었다는 신념에 따른 행동이었다. 이미 42세가 되어 선수로서 풀 시즌을 소화할 여력은 없었지만 11월 12일에 열린 긴테쓰 버펄로스 전에서는 당시 최고령으로 완봉승을 거두었다. 같은 해 열린 제 1회 일본 시리즈에서 1차전에 자원해 등판하여 노련한 투구로 승리 투수가 되며 마이니치의 일본 시리즈 우승에 기여했다. 6차전에서 2번째 투수로 등판했을 때 그 경기에서 2홈런을 기록했던 이와모토 요시유키를 무사 만루에서 고의 사구로 거르기도 하였다. 만루에서 고의 사구는 일본 프로 야구 사상 최초였다(리그 공식전에서는 1975년 히로시마와 주니치 전에서 기록된 것이 최초). 이와모토 본인도 "무사 만루에서 고의 사구는 나의 긴 야구 인생에서도, 후에서도 앞에서도 없다"고 말하며 놀란 전략이었다.
1951년에는 무승에 그쳤고 1952년에는 등판의 기회도 없어 은퇴나 다름없는 상태였다. 1953년 2경기에 등판했는데, 이는 통산 탈삼진 수가 999개였기 때문에 1천개를 채우기 위함이였다고 한다. 1패와 8자책점을 1개의 탈삼진과 교환한 뒤 공식적으로 현역에서 은퇴했다.

### 그 후
마이니치 시절에도 감독을 겸임하고 있었지만 1950년부터 1952년에는 총감독인 유아사 요시오가 실제 지휘를 맡고 있었고 와카바야시는 코치에 불과했다. 또한 1952년은 헤이와다이 사건의 책임을 지고 시즌 도중에 2군 감독으로 강등되었다. 1954년에는 마이니치 영업 담당 이사로 취임했지만 1년 만에 은퇴하고 다카하시 유니온스의 코치로 초빙되었다. 그러나 팀은 1년 만에 기록적인 패배를 기록하며 1년 만에 퇴단했다. 이후 일단 프로 야구와 거리를 두며 '일본 펩시'의 사장과 미국의 TV영화 '로하이드' 등을 수입했던 'PCA 재팬' 일본 지사장에게 발탁되었다.
1961년에 다이요 웨일스의 2군 비상군 투수 코치로 야구계에 복귀했다. 1963년에는 니시테쓰 라이온스의 수석 코치로 취임해 와코 다다오, 하타 다카유키, 이노우에 요시오 등의 계투진이 잘 어우러지는 방법을 구상해 이 시즌 기적의 역전 우승을 이끌어 냈다.
1964년에 야구 명예의 전당에 입성했다. 그러나 11월에 말기 위장암이 발견되어 동년을 마지막으로 퇴단했다. 당시에는 부인의 의향으로 부인과 당시 니시테쓰의 감독이었던 나카니시 후토시 이외에는 이 사실을 아무도 몰랐기 때문에 '팀 부진의 책임을 와카바야시 한 사람에게만 돌렸다'라며 니시테쓰 구단과 나카니시가 비난을 받았다. 1965년 3월 5일 사망했다. 향년 57세. 프로 야구장이 열렸다. "최후까지 병상에서 현장 복귀를 간절히 원하고 있었다"고 나카니시가 후에 밝히기도 했다.

#### 사후
2011년 3월 4일 한신 구단이 팀 내에서 우수한 사회 공헌 활동을 벌이는 선수에게 표창하는 와카바야시 다다시상을 창설하기로 결정해 2011시즌부터 실시할 것을 밝혔다. 7월 21일 한신에서 정식으로 발표된 이 상은 매년 11월 우수한 사회 공헌 활동을 한 선수는 11월 구단 납회에서 기념패와 표창금 100만 엔, 활동 지원금 100만 엔이 각각 수여되며, 한신 고시엔 구장 내에 있는 고시엔 역사관에 수상의 코너를 설치하여 표창하게 된다. 또한 감독·프런트·코치진에서도 '와카바야시 다다시 특별상'을 수여하는 경우도 있다.
같은 맥락에서 2011년 4월 8일부터 7월 31일까지 '고시엔 역사관'에서 기획전 '초대 에이스 와카바야시 다다시와 용병 외국인 열전'이 개최되었다.

## 상세 정보

### 출신 학교
- 맥킨리 고등학교 중퇴
- 구제 혼모쿠 중학교(현재의 요코하마 고등학교)
- 구제 호세이 대학

### 선수 경력
- 닛폰 콜롬비아
- 오사카 타이거스·한신군·오사카 타이거스(1936년 ~ 1944년, 1946년 ~ 1949년)
- 마이니치 오리온스(1950년 ~ 1953년)

### 지도자 경력
- 한신군·오사카 타이거스 감독(1942년 ~ 1944년, 1947년 ~ 1949년)
- 마이니치 오리온스 감독(1953년)
- 톰보우 유니온스 코치(1955년)
- 니시테쓰 라이온스 수석 코치(1963년 ~ 1964년)

### 수상·타이틀 경력

#### 타이틀
- 다승왕 : 1회(1944년)
- 최우수 평균 자책점 : 2회(1939년, 1944년)
- 최고 승률 : 2회(1939년[4], 1944년)
- 최다 선발승 : 1회(1944년 20선발승)

#### 수상
- MVP : 2회(1944년, 1947년)
- 일본 야구 명예의 전당 헌액자(1964년)

### 개인 기록
- 시즌 20승 이상 : 6회(1939년, 1940년, 1942년 ~ 1944년, 1947년)
- 선발 20승 이상 : 3회(1943년 23, 1944년 20, 1947년 25)

### 등번호
- 18(1936년 ~ 1943년, 1946년)
- 30(1947년 ~ 1949년, 1963년 ~ 1964년)
- 33(1950년 ~ 1953년)
- 50(1955년)
- 60(1956년)

### 연도별 투수 성적
| 연 도            | 소 속              | 등 판 | 선 발 | 완 투 | 완 봉 | 무 4 구 | 승 리 | 패 전 | 세 이 브 | 홀 드 | 승 률 | 타 자 | 이 닝  | 피 안 타 | 피 홈 런 | 볼 넷 | 고 4 | 몸 맞 | 탈 삼 진 | 폭 투 | 보 크 | 실 점 | 자 책 점 | 평 자 책 | W H I P |
| ---------------- | ------------------ | ----- | ----- | ----- | ----- | ------- | ----- | ----- | -------- | ----- | ----- | ----- | ------ | -------- | -------- | ----- | ---- | ----- | -------- | ----- | ----- | ----- | -------- | -------- | ------- |
| 1936년 춘계·하계 | 오사카 한신 오사카 | 9     | 7     | 4     | 0     | 0       | 5     | 2     | --       | --    | .714  | 311   | 68.0   | 70       | 3        | 29    | --   | 3     | 39       | 0     | 0     | 42    | 30       | 3.97     | 1.46    |
| 1936년 추계      | 오사카 한신 오사카 | 12    | 9     | 4     | 1     | 0       | 5     | 4     | --       | --    | .556  | 318   | 75.2   | 60       | 1        | 28    | --   | 1     | 27       | 0     | 0     | 24    | 19       | 2.25     | 1.16    |
| 1937년 춘계      | 오사카 한신 오사카 | 21    | 10    | 4     | 0     | 1       | 8     | 2     | --       | --    | .800  | 393   | 92.0   | 85       | 1        | 25    | --   | 2     | 41       | 1     | 0     | 37    | 18       | 1.76     | 1.20    |
| 1937년 추계      | 오사카 한신 오사카 | 19    | 13    | 6     | 2     | 1       | 9     | 4     | --       | --    | .692  | 434   | 104.2  | 95       | 2        | 25    | --   | 0     | 35       | 0     | 0     | 42    | 29       | 2.49     | 1.15    |
| 1938년 추계      | 오사카 한신 오사카 | 7     | 4     | 2     | 0     | 0       | 4     | 2     | --       | --    | .667  | 184   | 44.2   | 32       | 2        | 18    | --   | 0     | 14       | 0     | 0     | 18    | 15       | 3.00     | 1.12    |
| 1939년           | 오사카 한신 오사카 | 48    | 30    | 25    | 8     | 3       | 28    | 7     | --       | --    | .800  | 1326  | 330.0  | 248      | 4        | 91    | --   | 3     | 99       | 1     | 0     | 79    | 40       | 1.09     | 1.03    |
| 1940년           | 오사카 한신 오사카 | 56    | 28    | 23    | 6     | 3       | 22    | 17    | --       | --    | .564  | 1380  | 347.1  | 266      | 5        | 108   | --   | 4     | 88       | 0     | 0     | 94    | 70       | 1.81     | 1.08    |
| 1941년           | 오사카 한신 오사카 | 42    | 23    | 21    | 2     | 0       | 18    | 17    | --       | --    | .514  | 1264  | 321.2  | 234      | 2        | 102   | --   | 1     | 87       | 1     | 0     | 70    | 52       | 1.45     | 1.04    |
| 1942년           | 오사카 한신 오사카 | 58    | 27    | 24    | 4     | 2       | 26    | 12    | --       | --    | .684  | 1518  | 377.1  | 294      | 4        | 127   | --   | 3     | 109      | 1     | 0     | 96    | 67       | 1.60     | 1.12    |
| 1943년           | 오사카 한신 오사카 | 52    | 39    | 39    | 10    | 4       | 24    | 15    | --       | --    | .615  | 1656  | 415.2  | 299      | 1        | 123   | --   | 2     | 99       | 2     | 0     | 80    | 49       | 1.06     | 1.02    |
| 1944년           | 오사카 한신 오사카 | 31    | 24    | 24    | 5     | 4       | 22    | 4     | --       | --    | .846  | 990   | 248.0  | 199      | 1        | 53    | --   | 0     | 45       | 0     | 1     | 59    | 43       | 1.56     | 1.02    |
| 1946년           | 오사카 한신 오사카 | 12    | 7     | 7     | 0     | 0       | 4     | 4     | --       | --    | .500  | 359   | 82.2   | 83       | 1        | 38    | --   | 3     | 25       | 1     | 0     | 35    | 28       | 3.04     | 1.46    |
| 1947년           | 오사카 한신 오사카 | 43    | 35    | 31    | 10    | 5       | 26    | 12    | --       | --    | .684  | 1318  | 331.2  | 277      | 8        | 69    | --   | 5     | 86       | 1     | 0     | 101   | 77       | 2.09     | 1.04    |
| 1948년           | 오사카 한신 오사카 | 48    | 33    | 26    | 4     | 5       | 17    | 20    | --       | --    | .459  | 1338  | 326.1  | 318      | 7        | 66    | --   | 2     | 78       | 0     | 2     | 120   | 90       | 2.48     | 1.18    |
| 1949년           | 오사카 한신 오사카 | 43    | 25    | 19    | 4     | 2       | 15    | 14    | --       | --    | .517  | 1135  | 271.0  | 271      | 14       | 73    | --   | 3     | 93       | 1     | 1     | 117   | 99       | 3.29     | 1.27    |
| 1950년           | 마이니치           | 14    | 7     | 4     | 1     | 1       | 4     | 3     | --       | --    | .571  | 306   | 73.0   | 79       | 7        | 15    | --   | 0     | 20       | 0     | 0     | 41    | 30       | 3.70     | 1.29    |
| 1951년           | 마이니치           | 11    | 5     | 0     | 0     | 0       | 0     | 4     | --       | --    | .000  | 173   | 41.0   | 46       | 6        | 6     | --   | 0     | 14       | 0     | 1     | 29    | 22       | 4.83     | 1.27    |
| 1953년           | 마이니치           | 2     | 1     | 0     | 0     | 0       | 0     | 1     | --       | --    | .000  | 35    | 6.2    | 15       | 0        | 2     | --   | 0     | 1        | 0     | 0     | 9     | 8        | 10.29    | 2.55    |
| 통산 : 16년      | 통산 : 16년        | 528   | 327   | 263   | 57    | 31      | 237   | 144   | --       | --    | .622  | 14438 | 3557.1 | 2971     | 69       | 998   | --   | 32    | 1000     | 9     | 5     | 1093  | 786      | 1.99     | 1.12    |

- 굵은 글씨는 시즌 최고 성적.
- 오사카(오사카 타이거스)는 1940년 도중 한신(한신군)으로, 1947년 다시 오사카(오사카 타이거스)로 구단명을 변경함.

### 감독으로서의 팀 성적
| 연도       | 소속       | 순위       | 경기       | 승리 | 패전 | 무승부 | 승률 | 승차 | 팀 홈런 | 팀 타율 | 팀 평균자책점 | 연령 |  |
| ---------- | ---------- | ---------- | ---------- | ---- | ---- | ------ | ---- | ---- | ------- | ------- | ------------- | ---- |  |
| 1942년     | 한신       | 3위        | 105        | 52   | 48   | 5      | .520 | 21   | 9       | .204    | 1.82          | 34세 |  |
| 1943년     | 한신       | 3위        | 84         | 41   | 36   | 7      | .532 | 11   | 12      | .201    | 1.80          | 35세 |  |
| 1944년     | 한신       | 1위        | 35         | 27   | 6    | 2      | .818 | -    | 1       | .248    | 1.53          | 36세 |  |
| 1947년     | 한신       | 1위        | 119        | 79   | 37   | 3      | .681 | -    | 17      | .258    | 2.18          | 39세 |  |
| 1948년     | 한신       | 3위        | 140        | 70   | 66   | 4      | .515 | 17   | 50      | .262    | 2.88          | 40세 |  |
| 1949년     | 한신       | 6위        | 137        | 65   | 69   | 3      | .485 | 20.5 | 141     | .283    | 4.47          | 41세 |  |
| 1953년     | 마이니치   | 5위        | 120        | 56   | 62   | 2      | .475 | 14.5 | 56      | .252    | 3.13          | 45세 |  |
| 통산 : 7년 | 통산 : 7년 | 통산 : 7년 | 통산 : 7년 | 740  | 390  | 324    | 26   | .546 |         |         |               |      |  |